# Bibelbund
Bibelbund (čes. Biblický svaz) je německý křesťanský spolek, jehož cílem je zasazovat se o důvěryhodnost a bezchybnost Bible a vystupovat proti liberální teologii. Hlásí se k Chicagskému prohlášení o neomylnosti Bible.
Byl založen roku 1894 v Pomořansku. Původně sdružoval luterány, v současnosti jsou jeho členy lidé ze širokého evangelikálního spektra. K význačným členům Bibelbundu patřili např. Wilhelm Busch či Kurt E. Koch.
Vydává časopis Bibel und Gemeinde.